# ジュスティーヌ・デュフール＝ラポワント
ジュスティーヌ・デュフール＝ラポワント(Justine Dufour-Lapointe、1994年3月25日 -)は、カナダのフリースタイルスキー（モーグル）選手。2014年ソチオリンピック金メダリスト。2018年平昌オリンピック銀メダリスト。姉に2014年ソチオリンピック銀メダリストクロエ・デュフール＝ラポワントと、ソチオリンピック12位マキシム・デュフール＝ラポワントがいる。

## 経歴
8歳でフリースタイルスキーを始めた。